# Irwin Shapiro
Irwin I. Shapiro (Nueva York, 1929) es un astrofísico estadounidense especializado en diversas áreas relacionadas con la relatividad general, la geodesia y la interferometría de radio. No se lo debe confundir con otro especialista en relatividad general, Stuart Louis Shapiro, autor de un famoso libro sobre los objetos compactos.

## Biografía
Irwin Shapiro nació en Nueva York. Estudió en la Universidad Cornell antes de obtener su doctorado en la Universidad de Harvard. Más tarde se unió al Laboratorio Lincoln del Instituto Tecnológico de Massachusetts en 1954, antes de convertirse en profesor en 1967. Posteriormente, fue director del Harvard-Smithsonian Center for Astrophysics (CfA) de 1982 a 2004. Fue sustituido más tarde por Charles A. Alcock.

## Datos de interés y descubrimientos
Irwin Shapiro es conocido sobre todo por haber descubierto en 1964 el efecto Shapiro —efecto predicho por la relatividad general—, un ligero retraso en el tiempo de propagación de una señal cuando viaja en un campo gravitatorio. El efecto puede ser detectado como una modulación adicional de una señal periódica regular emitida por un objeto hecho por el ser humano o un objeto astrofísico —un púlsar—, y es considerado como la cuarta prueba clásica de la relatividad general después de las tres pruebas «históricas» predichas y observadas en la época de Albert Einstein —la desviación de la luz por un objeto masivo, la precesión del periastro de los objetos en órbita y el corrimiento al rojo de origen gravitatorio—. La primera evidencia del efecto Shapiro se logró por medio del eco radar reflejado por los planetas del Sistema Solar y posteriormente, y de manera mucho más precisa, por las sondas espaciales, siendo las primeras las del programa Viking destinadas a la exploración de Marte.
En el campo del estudio de las estrellas de neutrones, la detección del efecto Shapiro —cuando es posible— permite delimitar la masa de estos objetos cuando forman un sistema binario. También es un modo de probar la relatividad general, ya que la combinación del efecto Shapiro y otros efectos de la relatividad general —llamados parámetros post keplerianos— da un conjunto de cantidades observables superior al número de parámetros que los determinan, como la masa de los dos objetos del sistema.
Irwin Shapiro se ha ocupado también de otras pruebas de la relatividad general, especialmente las relativas al principio de equivalencia, a través del estudio detallado de la evolución de la distancia Tierra-Luna determinada por rayos láser.
Se ha interesado también en diversos aspectos de los fenómenos de lente gravitatoria y especialmente en la determinación del valor de la constante de Hubble a partir del análisis de los tiempos de llegada de las señales recibidas por imágenes múltiples de los cuásares lejanos, método que fue considerado prometedor durante los años ochenta. Fue codescubridor, en 1985, de una configuración de este tipo proporcionada por QSO B2237+030.
En el campo de la geodesia, ha participado en el análisis de los datos de la interferometría de radio para delimitar ciertos parámetros terrestres, en especial la nutación y sus implicaciones en la estructura de la frontera entre el núcleo y el manto terrestres, trabajos que le valieron dos distinciones científicas, la Brouwer Award y la medalla Charles A. Whitten.

## Distinciones
Irwin Shapiro ha sido galardonado con varios premios científicos:
- 1983: Premio Dannie Heineman de Astrofísica
- 1987: Brouwer Award
- 1991: Medalla Charles A. Whitten
- 1993: Medalla William Bowie
- 1994: Medalla Albert Einstein